# Херфорд (Тексас)
Херфорд (енгл. Hereford) град је у америчкој савезној држави Тексас. По попису становништва из 2010. у њему је живело 15.370 становника.

## Демографија
Према попису становништва из 2010. у граду је живело 15.370 становника, што је 773 (5,3%) становника више него 2000. године.
| Група             | 2000.         | 2010.          |
| Белци             | 5.278 (36,2%) | 4.041 (26,3%)  |
| Афроамериканци    | 257 (1,8%)    | 220 (1,4%)     |
| Азијати           | 38 (0,3%)     | 53 (0,3%)      |
| Хиспаноамериканци | 8.958 (61,4%) | 11.019 (71,7%) |
| Укупно            | 14.597        | 15.370         |